# VFR Planner

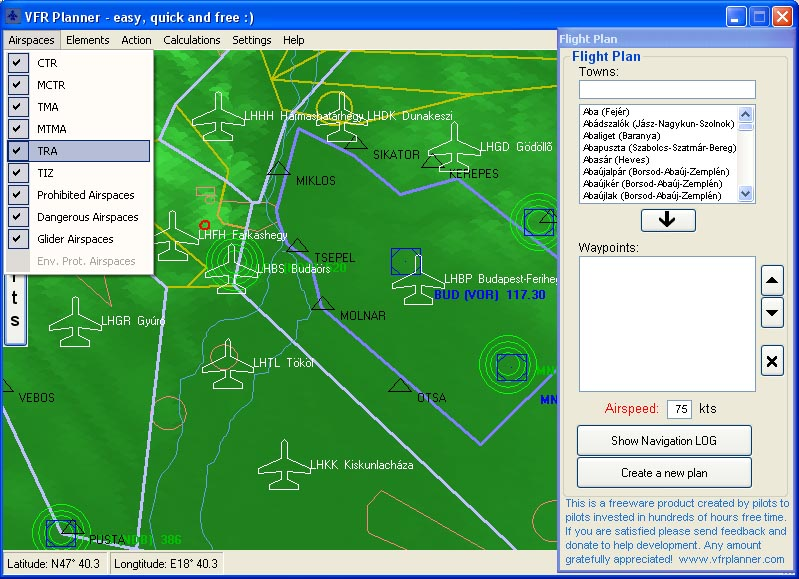
Kép az első publikus verzióból.

A VFR Planner egy magyar fejlesztésű ingyenes repülési terv szerkesztő és kalkulátor kisgépes pilóták számára. A program megpróbál egy olyan tervezői felületet nyújtani a felhasználó pilótának, hogy a lehető legegyszerűbben mégis Magyarországon és szomszédos országainkban a lehető legfrissebb, legpontosabb és legrészletesebb adatokkal szolgáljon és számoljon, ami egy kisgépes VFR pilóta számára szükséges és más hasonló útvonaltervezőben nem található meg. A program Orosz Péter és Rácz Robin munkája.

## A térkép
A program képes megjeleníteni a légtereket, navigációs adókat, navigációs pontokat, repülőtereket, városokat. Megjeleníthető továbbá domborzati térkép is. Az egyes elemek megjelenítése az átláthatóság érdekében ki/be kapcsolható.

## Adatbázis
A VFR Planner az adatbázisában már elkészült országokhoz tartalmazza az összes légtér elhelyezkedését és adatait a legfrissebb AIP-k szerint. Az egyes légterek adatai egy információs ablakban egyszerűen csak egy kattintással megjeleníthetőek. A program csak Magyarországhoz több mint 10 000 település adatait tartalmazza, melyek mindegyikére lehet az útvonalat tervezni, jelentősen megkönnyítve ezzel a pilóta munkáját. A készítők próbálták a lehető legtöbb kisgépes repülőteret is a programba integrálni, melyek nem lelhetők fel hivatalos térképeken vagy más tervezőprogramokban. A szoftver tartalmaz továbbá VFR megközelítési térképeket a kisebb repülőterekhez is.

## Funkciók
A VFR Planner a bevitt adatok alapján megmutatja a tervezett útvonalat, letölti a szükséges időjárási térképeket és előrejelzéseket, kiszámítja a repült időt és távolságot, elkészíti a repülési tervet és üzemanyagszámítást. Kezelni tud egyénileg felvitt repülőgéptípusokat is, melynek előnye, hogy elvégzi a súlypont és teljesítményszámításokat is, pl: a szükséges felszálló úthossz. Mindezen felül nyomtatható formában tálalja a pilótának szükséges navigációs log-ot, mely kétféle formában is elérhető.